# Майор Узуново
Майо̀р Узу̀ново е село в Северозападна България. То се намира в община Видин, област Видин.

## География
Селото се намира на 12,62 km северно от Видин. Съседни на Майор Узуново са селата Иново, Калина и Динковица. На 3 km от селото преминава река Делейнска. Надморското му равнище е 92 – 93 m.

## История
До 1934 година името на селото е Халваджии. Прекръстено е на офицера Атанас Узунов, ръководил отбраната на Видин през Сръбско-българската война в 1885 г.
Селото има предимно влашко население.
По време на Кулските събития през март 1951 година създаденото малко по-рано от комунистическия режим Трудово кооперативно земеделско стопанство е разтурено, при което е ранен един милиционер, но властите скоро го възстановяват принудително.

## Население
Преброяване на населението през 2011 г.
Численост и дял на етническите групи според преброяването на населението през 2011 г.:
|                     | Численост | Дял (в %) |
| Общо                | 291       | 100,00    |
| Българи             | 230       | 79,03     |
| Турци               | 0         | 0,00      |
| Цигани              | 0         | 0,00      |
| Други               | 3         | 1,03      |
| Не се самоопределят | 0         | 0,00      |
| Неотговорили        | 58        | 19,93     |